# Roy Andersson (Fußballspieler)
Roy Andersson (* 2. August 1949 in Kirseberg, Malmö) ist ein ehemaliger schwedischer Fußballspieler.

## Laufbahn
Andersson spielte in den 1970er und Anfang der 1980er Jahre für Malmö FF in der Allsvenskan. Mit dem Verein wurde er jeweils fünf Mal schwedischer Meister und Pokalsieger. Mit dem Klub erreichte er das Endspiel um den Europapokal der Landesmeister 1978/79, woraufhin er mit der Mannschaft mit der Svenska-Dagbladet-Goldmedaille ausgezeichnet wurde. 1977 erhielt er zudem den Guldbollen als Schwedens Fußballer des Jahres.
Andersson absolvierte 20 Länderspiele für die schwedische Nationalmannschaft. Bei der Weltmeisterschaft 1978 kam er in allen drei Gruppenspielen zum Einsatz.

## Bemerkenswertes
Roy Andersson ist der Vater der schwedischen Nationalspieler Patrik und Daniel Andersson.

## Erfolge
- Schwedischer Meister: 1970, 1971, 1974, 1975, 1977
- Schwedischer Pokalsieger: 1973, 1974, 1975, 1978, 1980

| Personendaten    | Personendaten               |
| ---------------- | --------------------------- |
| NAME             | Andersson, Roy              |
| KURZBESCHREIBUNG | schwedischer Fußballspieler |
| GEBURTSDATUM     | 2. August 1949              |
| GEBURTSORT       | Malmö                       |